# (2216) Kerch
(2216) Kerch (1971 LF) – planetoida z pasa głównego asteroid okrążająca Słońce w ciągu 5,24 lat w średniej odległości 3,02 au. Odkryta 12 czerwca 1971 roku.